# Baghat (stato)
Lo Stato di Baghat fu uno stato principesco del subcontinente indiano, avente per capitale la città di Solan.

## Etimologia
Il nome "Baghat" si dice che sia derivato da bau o bhau, il nome con cui erano indicate le tribù antiche locali, e ghát, che significa "passo montano". Secondo altre teorie etimologiche potrebbe trattarsi di una corruzione della parola bára ghát, che indicherebbe "dodici passi montani".

## Geografia
Lo stato si trova in nell'area del bacino del Aswni Khad, un fiume tributario del Giri, e del Gambhar, tributario del fiume Sutlej. Il territorio è prevalentemente montuoso. Il villaggio di Solan è collocato sulla parte più alta della catena montuosa.

## Storia

### I primi anni
Il fondatore dello stato e capostipite della casata di Baghat sembra essere stato Basant Pál o Hari Chand Pál, un rajput Panwar originario di Dharánágri nella regione del Deccan. Secondo la leggenda, Basant catturò una piccola parte delle colline del Keonthan allo stato di Patiala, area che successivamente rinominò Basantpur, e che venne poi chiamata Bassi. Questo insediamento, a 10 km da Solon, venne ereditato da suo figlio Bakhsh Pál, che poi annetté anche i pargana di Básál, Bhocháli e Bharauli da Patiala.
L'VIII rana, Bhawáni Pál, annetté il pagana di Bachhráng ed il territorio del rana di Kasauli. Il XVI rana, Indar Pál, che pare abbia dato il nome allo stato di Baghát, catturò i pargana di Básál, Ghár e Taksál, sempre da Patiala.
Il LXVIII regnante di Baghát, rana Janmi Pál, fu un uomo illustre della sua epoca. Secondo la leggenda gli venne donato un khillat dall'imperatore moghul a Delhi. Sulla via verso casa, venne attaccato dal rai di Bhawána e dalle sue forze. L'esercito del rai venne sconfitto ed il rai stesso rimase ucciso nello scontro, motivo per cui Janmi Pál divenne anche sovrano di Bhawána. Upon the succession of the 73rd ruler, Rana Dalel Singh, the family thenceforth adopted the honorary suffix Singh instead of Pál.

### Il periodo della dominazione britannica
Il rana Mahindar Singh, figlio di Dalel Singh, fu il primo regnante di Baghat di cui gli storici hanno qualche dato scritto. Durante il suo regno, nel 1790, Baghat riottenne la sua indipendenza da Biláspur, dalla quale sembra fosse stata soggiogata per un periodo di tempo indefinito. Questo accadde quando Bilaspur entrò in una disastrosa guerra con Nalagarh. Baghat continuò ad ogni modo ad essere alleata di Bilaspur.
Durante la guerra gurkha, Mahindar Singh fu uno strenuo oppositore del crescente potere degli inglesi nella regione. Con la vittoria degli inglesi, il rana venne privato di cinque degli otto pargana che possedeva, che vennero trasferiti allo stato di Patiala. I restanti tre pargana di Basal, Bhochali e Takroli tornarono a Mahindar Singh.
Nel 1839, Mahindar Singh morì senza eredi, e pertanto Baghat venne annessa all'India britannica sulla base della dottrina della decadenza.
Nel 1842, su richiesta di Ummed Singh, nipote dell'ultimo rana Dalel Singh, Lord Ellingham restaurò lo stato di Baghat a Bije Singh, fratello minore dell'ultimo rana. Ad ogni modo, nel 1849, questi morì senza aver lasciato eredi diretti e lo stato venne nuovamente annesso all'India britannica sulla base della medesima dottrina politica. Ummed Singh richiese quindi il trono per sé e perorò la propria causa presso la Corte dei Direttori. Inizialmente rigettata, la sua domanda venne ripresa in considerazione nel 1861 e, su raccomandazione di Lord Canning, le sue pretese vennero riconosciute come legittime dalla corte. Ummed Singh ricevette la notizia sul suo letto di morte e pertanto suo figlio, Dalip Singh, venne nominato suo successore.
Nel gennaio del 1862, venne emesso un sanad per conferire lo stato di Baghát a Dalip Singh, all'epoca bambino di soli due anni d'età.
L'ultimo regnante di Baghat fu Durga Singh, il quale succedette ancora minorenne nel 1911 alla morte di suo padre. Nel giugno del 1928, egli ottenne il titolo ereditario di raja. Il raja Durga Singh firmò l'ingresso nell'Unione Indiana il 15 aprile 1948.

### Regnanti

#### Rana
- Rana Mohindar Singh (n. ... - m. 1839)      1803 – 1839
- Rana Bije Singh     (n. ... - m. 1849)       1842 – 1849
- Rana Umaid Singh    (n. 1825 - m. 1861)        1861
- Rana Dhalip Singh   (n. 1859 - m. 1911) 15 gennaio 1862 – 30 dicembre 1911
- Rana Durga Singh    (n. 1901 - m. 1977)        1912 – 4 giugno 1928

#### Raja
- Raja Durga Singh    (s.a.) 4 giugno 1928 – 15 agosto 1947